# Livet leker!
Livet leker! (engelska: Life Is Sweet) är en brittisk dramakomedi från 1990 i regi av Mike Leigh.
1999 placerade British Film Institute filmen på 95:e plats på sin lista över de 100 bästa brittiska filmerna genom tiderna.

## Rollista i urval
- Alison Steadman - Wendy
- Jim Broadbent - Andy
- Claire Skinner - Natalie
- Jane Horrocks - Nicola
- Timothy Spall - Aubrey
- David Thewlis - Nicolas pojkvän
- Moya Brady - Paula
- Stephen Rea - Patsy